# István Gergely
István Gergely (ur. 20 sierpnia 1976 w Dunajskiej Stredzie) – węgierski piłkarz wodny urodzony na Słowacji. Dwukrotny złoty medalista olimpijski.
Mierzący 201 cm wzrostu zawodnik z reprezentacją Słowacji brał udział w IO 2000. Wkrótce potem zaczął występować w barwach Węgier i zdobył nie tylko dwa tytuły mistrza olimpijskiego, ale także zwyciężał na mistrzostwach świata. W rywalizacji klubowej był mistrzem Słowacji i Węgier, z węgierskim Domino wygrał Ligę Mistrzów.

## Odznaczenia
- Krzyż Komandorski Orderu Zasługi Republiki Węgierskiej (cywilny) – 2008[2]
- Krzyż Oficerski Orderu Zasługi Republiki Węgierskiej (cywilny) – 2004